# Sagat: The Documentary
Sagat: The Documentary, conosciuto anche come Sagat, è un documentario del 2011 diretto da Jérome M. Oliveira e Pascal Roche.

## Trama
Documentario sulla pornostar gay francese François Sagat.